# Адренокортикальна аденома
Адренокортикальна аденома – доброякісна гормон-продукуюча пухлина, що походить з кіркової речовини надниркової залози. Пухлина діагностується переважно в одній або обох надниркових залоз, частота виникнення пухлини варіює.

## Класифікація
Класифікація адренокортикальної аденоми залежать від типу гормону, що продукує пухлина.

### Кортизол-продукуюча аденома
Підвищена секреція кортизолу асоційована з синдромом Кушинга, але при адренокортикальній аденомі не пов'язана з адренокортикотропним гормоном (АКТГ) і таким чином класифікується як АКТГ-незалежний синдром Кушинга. При гіперсекреції кортизолу спостерігаються: ожиріння, червоні розтяжки шкіри, м'язова слабкість, артеріальна гіпертензія, остеопороз, грибкова інфекція, порушення репродуктивної функції, гірсутизм. Симптоми проявляються при розмірах аденоми > 2.5 см, при менших розмірах симптоматика менш виражена. Гіперсекреція кортизолу визначається тестами гормону в плазмі крові та визначення добової секреції кортизолу в сечі, також проводять визначення АКТГ для дифереціальної діагностики.

### Альдостерон-продукуюча аденома
Підвищена секреція альдостерону асоційована з синдромом Конна (первинний альдостеронізм). При гіперсекреції альдостерону спостерігаються: артеріальна гіпертензія, гіпокаліємія. Гіпокаліємія виникає не у всіх пацієнтів (10-40 %), але при її розвитку призводить до розвитку м'язової слабкості, судом, посиленого серцебиття, головного болю, полідипсії, поліурії, та іноді ноктурії. При підозрі на альдостерон-продукуючу аденому визначають альдостерон плазми крові, активний ренін, виконується розрахунок альдостерон-ренінове співвідношення, натрій, калій.

### Андроген-, естроген-секретуюча аденома
Кортикальна аденома, що асоційована з гіперсекрецією статевих гормонів діагностується рідко. Пацієнти жіночої статі часто демонструють симптоми пов'язані гіперандрогенемією: гірсутизм, аменорею, а у чоловіків при гіперсекреції естрогенів можна спостерігати гінекомастію, імпотенцію.

### Адрено-кортикальна інсиденталома
Адрено-кортикальна інсиденталома – визначається випадково під час радіологічного обстеження як утворення кіркової речовини наднирника у пацієнтів без наявності адреналових симптомів. В цьому випадку слід проводити дифереційовану діагностику з новоутвореннями наднирникової залози з визначенням функціонального стану наднирників та винятком злоякісного процесу.

## Діагностика
В залежності від симптомів визначають альдостерон плазми крові, активний ренін, виконується розрахунок альдостерон-ренінове співвідношення, натрій, калій, статеві гормони, кортизол, добову секрецію кортизолу в сечі, визначення АКТГ плазми крові.
Проводиться УЗД наднирників. Виконується КТ або МРТ, за допомогою яких визначається типові для аденоми ознаки: чіткий контур утворення, округла форма, наявність внутрішньоаденомних ліпідних включень. Можливе виконання селективного забору венозної крові з наднирників з подальшим визначенням концентрації альдостерону при малоінформативних даних радіологічних дослідженнях.